# Том Гаддлстоун
Том Гаддлстоун (англ. Tom Huddlestone, нар. 28 грудня 1986, Ноттінгем) — англійський футболіст, півзахисник клубу «Галл Сіті», а також національної збірної Англії.

## Клубна кар'єра
У дорослому футболі дебютував 2002 року виступами за команду клубу «Дербі Каунті», в якій провів три сезони, взявши участь у 95 матчах чемпіонату. Більшість часу, проведеного у складі «Дербі Каунті», був основним гравцем команди.
Згодом з 2005 по 2006 рік грав у складі команд клубів «Тоттенгем Готспур» та «Вулвергемптон Вондерерз».
Своєю грою за останню команду знову привернув увагу представників тренерського штабу клубу «Тоттенгем Готспур», до складу якого повернувся 2006 року. Цього разу відіграв за лондонський клуб наступні сім сезонів своєї ігрової кар'єри. Граючи у складі «Тоттенгем Готспур» також здебільшого виходив на поле в основному складі команди.
До складу клубу «Галл Сіті» приєднався 2013 року. Наразі встиг відіграти за клуб з Галла 18 матчів в національному чемпіонаті.

## Виступи за збірні
Протягом 2005–2009 років залучався до складу молодіжної збірної Англії. На молодіжному рівні зіграв у 36 офіційних матчах, забив 5 голів.
2009 року дебютував в офіційних матчах у складі національної збірної Англії. Наразі провів у формі головної команди країни 4 матчі.

## Титули і досягнення
- Володар Кубка англійської ліги (1):

«Тоттенгем Готспур»: 2007-08